# (8713) Azusa
(8713) Azusa est un astéroïde de la ceinture principale.

## Description
(8713) Azusa est un astéroïde de la ceinture principale. Il fut découvert le 26 janvier 1995 à Kitami par Kin Endate et Kazuro Watanabe. Il présente une orbite caractérisée par un demi-grand axe de 2,25 UA, une excentricité de 0,13 et une inclinaison de 3,9° par rapport à l'écliptique.

## Compléments